# Vrela (Žabljak)
Pour les articles homonymes, voir Vrela.
Vrela (en serbe cyrillique : Врела) est un village du nord-ouest du Monténégro, dans la municipalité de Žabljak.

## Démographie

### Évolution historique de la population
| 1948 | 1953 | 1961 | 1971 | 1981 | 1991 | 2003 |
| ---- | ---- | ---- | ---- | ---- | ---- | ---- |
| 237  | 249  | 232  | 180  | 132  | 100  | 52   |